# 查維亞·柏利迪斯
查維亞·柏利迪斯·阿兰戈（西班牙語：Javier Paredes Arango，1982年7月5日—），西班牙足球運動員，目前效力西甲球隊薩拉戈薩，司職後衞。

## 球員生涯

### 早年
柏利迪斯為奧維耶多的本土青訓產品，在此開展職業生涯。2002–03賽季結束後奧維耶多被降至乙二組，他轉投同處於西乙二的皇家馬德里預備隊卡斯蒂利亞，在此效力兩季。
2005–06賽季，柏利迪斯加盟另一支馬德里球隊，並在2004年8月28日完成西甲首秀，助球隊作客2–0擊敗。由於隊友Mariano Pernía的存在，柏迪利斯全季只得7次上陣機會，隨著阿根廷人轉投後，柏利迪斯便成為2006–07賽季球隊的絕對正選。

### 薩拉戈薩
柏利迪斯在2007–08賽季開始效力阿拉貢地區球隊薩拉戈薩，簽約五年。加盟初期只作為桑法蘭·加西亞的替補，但他在季尾已成功躋身正選行列，無奈薩拉戈薩須降班乙組。球隊用了一年時間重返甲組，柏迪利斯在這一季擔當重要角色，是球隊的絕對正選。
受外援Ivan Obradović加盟的影響，柏利迪斯在2009–10賽季西甲聯賽中只得20次上陣機會，但仍作為球隊左閘位置上的最常用的球員，助球隊成功護級。在接著的夏季，領隊何塞·奥雷利奥·盖伊決定把柏利迪斯投閒置散，讓他有限度參與訓練。終於在2010年9月一節訓練中，兩人的爭執險些釀成武力衝突，結果球員被罰停賽。未幾，盖伊因球隊成績低迷在11月被解僱，接任的墨西哥人哈维尔·阿吉雷重新起用柏利迪斯作為正選。

## 外部連結
- 薩拉戈薩官方檔案 （西班牙文）
- BDFutbol檔案 （页面存档备份，存于） （英文）
- Futbolme檔案 （页面存档备份，存于） （西班牙文）
- Transfermarkt檔案 （页面存档备份，存于） （英文）